# Перфільєв Роман Віталійович
Роман Віталійович Перфі́льєв (нар. 30 травня 1985, Київ) — український кінорежисер, сценарист, продюсер.

## Життєпис

### Ранні роки та освіта
Народився 30 травня 1985 року в Києві. Навчався у київській середній школі № 193.
У 1999 році переїхав на навчання до Ізраїлю. 2003 — закінчив школу сучасних мистецтв  WIZO Haifa Academy of Design and Education. За шкільні роки розвинув здібності у малюванні, про що свідчать багато його картин, брав участь у конкурсах митців.
У 2007 році закінчив Tiltan College of Design and Visual Communication, за напрямком постпродукція для кіновиробництва.
У 2009 році закінчив Новий болгарський університет факультет візуальні ефекти та виробництво.
Під час навчання почав працювати за фахом у сфері постпродакшн в ізраїльських студіях. У 2008 році був запрошений працювати артдиректором у «Video Line Production House» у місті Тель-Авів, Ізраїль.
Повернувшись до України у 2009 році працював у постпродакшн відділах на телеканалах MTV Україна, Інтер (телеканал), співпрацював з каналом 1+1 та в компанії Postmodern Postproduction Film.UA Group.
Здобувши досвід роботи у сфері продакшн та постпродакшн, багато працюючи з відеоматеріалами: монтажем, обробкою та фільмуванням, почав втілювати свої ідеї у створенні кіно.
За часів роботи написав сценарії та розвинув кейси ідей, щодо знімання власного кіно.

### Робота у кінематографі
У 2015 році — вийшов дебютний короткометражний фільм «Маньячелло». Фільм брав участь у конкурсних програмах різних кінофестивалів, зокрема був включений до шортлісту українського фестивалю короткого метру «Де кіно» у 2017 році та американського фестивалю «International Open Film Festival (IOFF)» у 2016 році.
У 2016 році розпочалося знімання фільму жахів «Лиса Гора», де Перфільєв виступив режисером, сценаристом та продюсером. В інтерв'ю Громадського радіо, режисер розповів, що знімання фільму відбулося на відомій містичній місцевості Лиса гора (Київ) у жовтні 2016 року. 30 травня 2018 року відбулася прем'єра фільму «Лиса Гора» в рамках 47-го кінофестивалю «Молодість».
23 червня 2018 року відбулася прем'єра короткометражного фільму «Потворна Кралечка» в рамках кінофестивалю «BRUKIVKA International Short Film Festival»
У 2018 кіносценарій «Тарас Шевченко: Перший самурай» виборов перше місце серед повнометражних фільмів під час конкурсу патріотичного кіно, отримавши державне фінансування від Міністерства культури України.

## Художні роботи

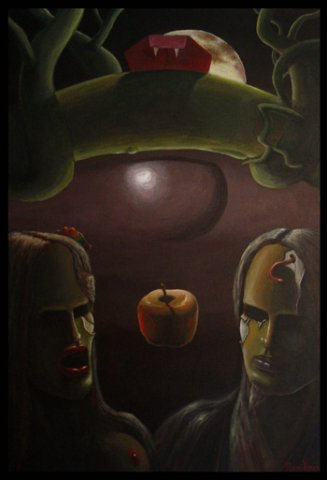
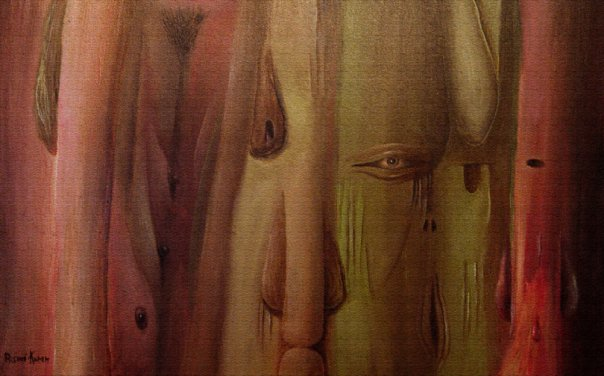
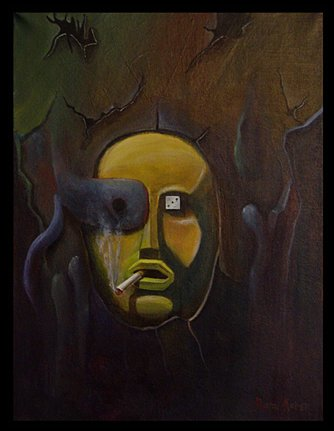
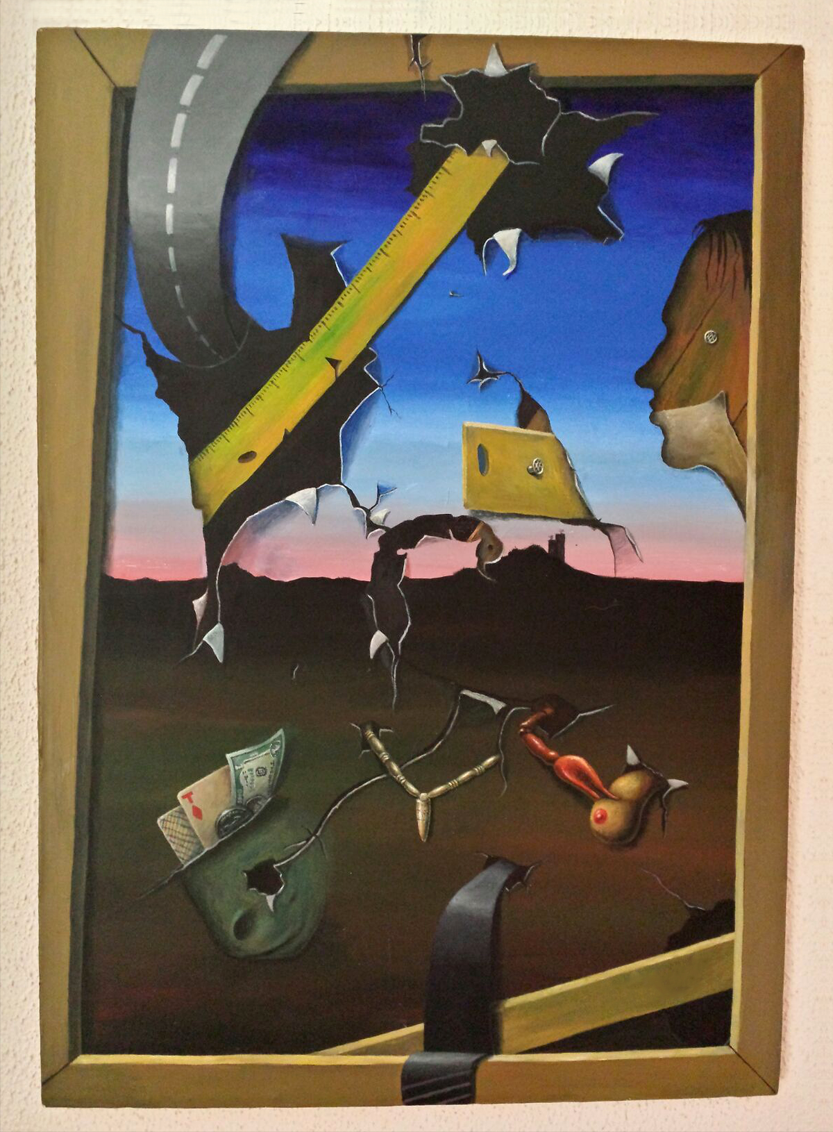

## Фільмографія
Короткометражні
- 2018 — «Потворна кралечка» короткометражний фільм (режисер, сценарист, продюсер)
- 2015 — «Маньячелло», короткометражний фільм (режисер, сценарист, продюсер) прим.: російською

Повнометражні
- 2018 — «Лиса Гора», повнометражний фільм (режисер, сценарист, продюсер) прим.: дубляж українською
- 2020 — «Безславні кріпаки», повнометражний фільм (режисер, сценарист, продюсер)
- 2023 — «33й», повнометражний фільм (режисер)[12][13]
- TBA — «Лісниця», повнометражний фільм (режисер, сценарист, продюсер)
- TBA — «Страшна помста», повнометражний фільм (режисер, сценарист, продюсер)